# Hanako Games
Hanako Games ist ein britischer Entwickler und Verleger von Videospielen, hauptsächlich von Adventures und Computer-Rollenspielen im Anime-Stil. 

## Firmengeschichte
Gegründet wurde Hanako Games 2003 von Georgina Bensley. Ihre Spiele sind hauptsächlich für weibliche Spieler konzipiert, enthalten oft Fantasy-Elemente. Hanako Games ist ein Partner von Tycoon Games, Winter Wolves und sakevisual. Bekannte Spiele sind unter anderem Fatal Hearts, Cute Knight, Summer Session, Science Girls, Date Warp und Magical Diary. Die Spiele sind überwiegend für Microsoft Windows, Mac OS und Linux.
Seit Anfang 2015 veröffentlicht Hanako Games unter dem Namen Hanabira auch Visual Novels, die nicht von Georgina Bensley geschrieben wurden. Das erste Spiel unter diesem Label mit dem Titel Sword Daughter erschien am 5. Januar 2015. Die Geschichte war ursprünglich ein sogenanntes Spielbuch, das in den 1980er Jahren erschienen ist. 2016 erschien das Spiel A Littly Lily Princess unter der Marke Hanabira. Es ist eine Visual Novel mit Raising-Sim-Elementen und basiert auf dem Roman Sara, die kleine Prinzessin von Frances Hodgson Burnett.

## Spiele
als Hanako Games
- Charm School (2003)
- Sweet Dreams (2003)
- Pentagraph (2004)
- Classroom Chaos (2004)
- Summer Schoolgirls (2005)
- Cute Knight (2005)
- Fatal Hearts (2007)
- Cute Knight Deluxe (2007)
- Summer Session (2008)
- Science Girls! (2009)
- Cute Knight Kingdom (2009)
- Date Warp (2010)
- Magical Diary (2011)
- Long Live The Queen (2012)
- The Royal Trap (2013)
- Black Closet (2015)
- Magical Diary: Wolf Hall (2020)
- Cute Bite (2021)
- Night Cascades (2022)

als Hanabira
- Sword Daughter (2015)
- A Little Lily Princess (2016)
- England Exchange – An International Affair (2017)

## Auszeichnungen
2007 erhielt Hanako Games die höchste Auszeichnung auf der Innovate 2007, gesponsert von der Casual Games Association.
Black Closet war ein Finalist in der Kategorie „Excellence in Narrative“ auf dem Independent Games Festival 2016.